# Осада Кале (1346)
Осада Кале — осада французского порта Кале английскими войсками в 1346—1347 годах во время Столетней войны.

## Предыстория
После разгрома французского флота в битве при Слёйсе Эдуард III стал проводить рейды по всей Нормандии, последний из них закончился победой англичан в битве при Креси в 1346 году. К тому времени армия Эдуарда во Франции требовала поставок и подкреплений из Фландрии, ввиду чего солдаты отошли на север. Английские корабли уже покинули Нормандию и вернулись домой. Эдуард нуждался в укрепленном порте, где его армия могла перегруппироваться и пополниться.
Кале вполне подходил целям Эдуарда. Город имел двойной крепостной ров и крепкие городские стены, построенные сто лет назад. Цитадель на северо-западе города имела свой ров и дополнительные укрепления. Кале был важной целью, взятие которой могло обеспечить англичанам контроль над Ла-Маншем, но и захват его представлялся весьма непростым и долгим делом.

## Осада
Солдаты Эдуарда подошли к Кале в сентябре 1346 года. Массивные укрепления города не могли быть легко преодолены. Эдуард получил помощь из Англии и Фландрии. Король Филипп VI не смог пресечь пути снабжения английской армии, но и Эдуарду не удалось помешать помощи населению Кале со стороны моряков, лояльных Франции.
В ноябре англичане подтянули к городу пушки, построили катапульты и штурмовые лестницы, но так и не смогли пробить городские стены. Отчаявшись, Эдуард прервал атаки в феврале 1347 года и перешел к осаде. Ещё одному французскому конвою снабжения удалось добраться до города, но английский флот пресёк все дальнейшие попытки поставок. Тем не менее, король Филипп продолжал манёвры поблизости от английских позиций. Обе армии получили дополнительные подкрепления весной, но французские силы так и не смогли потеснить англичан, которые извлекали выгоду из позиции, окруженной болотами.
К июню снабжение города пищей и пресной водой почти прекратилось. Ещё один французский конвой снабжения был блокирован английским флотом через два месяца. Пятьсот детей и стариков были высланы из города, чтобы остальные здоровые взрослые мужчины и женщины могли выжить. Одна из версий событий гласит: англичане не пропустили этих изгнанников, и они умерли от голода у крепостных стен. Эта версия событий противоречит данным фламандского летописца Жана Ле Беля, который высоко ценил Эдуарда III за его благородство и милосердие в отношении изгнанных: по его версии, король даже даровал каждому небольшой денежный подарок.
1 августа город зажег сигнальные огни, уведомив англичан, что жители готовы сдаться. Как сообщается, Эдуард предложил прекратить осаду, если граждане Кале принесут ему ключи от городских ворот, а шесть глав города будут казнены за упрямство. Условие было выполнено, и шесть граждан города во главе с Эсташем де Сен-Пьером явились в английский лагерь, но советники и королева Филиппа убедили короля даровать им пощаду.

## Последствия
Кале оставался под английским контролем до 1558 года, обеспечивая базу для английских рейдов во Франции. Он вернулся во французские руки после осады 1558 года.

## Память
- Опера «Осада Кале» итальянского композитора Гаэтано Доницетти. Первое исполнение состоялось 19 ноября 1836 года в театре Сан-Карло в Неаполе.
- В 1880 году Кале заказал Огюсту Родену статую, изображавшую глав города в момент сдачи королю Эдуарду. Скульптурная композиция «Граждане Кале» была завершена в 1889 году.
- Пьеса Георга Кайзера «Граждане Кале» (1912/13).
- Российская фолк-рок группа Тол Мириам посвятила событиям, связанным со сдачей города, песню «Граждане Кале».